# BSWW Kyiv Cup 2012
BSWW Kyiv Cup 2012 — міжнародний товариський турнір з пляжного футболу, що відбувся у Києві на «Укртелеком Арені» наприкінці травня 2012 року. Змагання були проведені під егідою ФІФА та BSWW. Переможцями турніру стали футболісти збірної України.

## Основні відомості
BSWW Kyiv Cup 2012 став першим міжнародним турніром з пляжного футболу під егідою ФІФА/BSWW, що відбувся на території України. Його проведення було приурочене до Дня Києва 2012 року та відбулося у столичному Гідропарку на піску «Гідропарк Арени». Вхід на трибуни для вболівальників був безкоштовним. Суперниками збірної України стали одні з найсильніших європейських національних команд, а саме Португалія, Італія та Нідерланди. З огляду на офіційний статус турніру, очки, що заробляли у команди під час ігор, йшли до заліку єврорейтингу збірних.
Змагання відбулися у груповому форматі, при якому кожна з команд мала зіграти по 3 матчі. Очки нараховувалися за стандартним для пляжного футболу принципом: 3 очки за перемогу в основний час, 2 очки за перемогу у овертаймі чи в серії пенальті, 1 очко за поразку в серії одинадцятиметрових і 0 очок за поразку в основний чи додатковий час.
За підсумками турніру переможцями стала збірна України, яка у вирішальному матчі останнього туру перемогла португальців, що стали другими, випередивши італійців за рахунок перемоги у очному протистоянні. Збірна Нідерландів, не набравши жодного очка, замкнула турніру таблицю змагань.

## Статистика турніру
| Команда    | І | В | В+ | П | ГЗ | ГП | +/- | О |
| ---------- | - | - | -- | - | -- | -- | --- | - |
| Україна    | 3 | 2 | 0  | 1 | 11 | 8  | +3  | 6 |
| Португалія | 3 | 1 | 1  | 1 | 14 | 14 | 0   | 5 |
| Італія     | 3 | 1 | 1  | 1 | 13 | 12 | +1  | 5 |
| Нідерланди | 3 | 0 | 0  | 3 | 8  | 12 | -4  | 0 |

| 25 травня 2012 18:00 |

| Португалія                                                                   | 7 : 6    | Італія                                                                  |
| ---------------------------------------------------------------------------- | -------- | ----------------------------------------------------------------------- |
| Маджер 3', 28' Бруно Ново 14' Маріньйо 18' Грача 21' Джордан 25' Коїмбра 29' | Протокол | 3' Феуді 7' (авт.) Маріньйо 10', 16' Пальмаччі 12' Рамаччіотті 33' Горі |

| Гідропарк Арена, Київ |

| 25 травня 2012 19:30 |

| Україна                                             | 4 : 2    | Нідерланди        |
| --------------------------------------------------- | -------- | ----------------- |
| Черевко 19' Зборовський 21' Пачев 21' Корнійчук 35' | Протокол | 25' Даріл 29' Лео |

| Гідропарк Арена, Київ |

| 26 травня 2012 18:30 |

| Португалія                             | 5 : 4 (ОТ) | Нідерланди                            |
| -------------------------------------- | ---------- | ------------------------------------- |
| Бельшіор Грача Коїмбра Маріньйо Маджер | Протокол   | Ван Гессел Ван Ройєн Косвалл Калвельд |

| Гідропарк Арена, Київ |

| 26 травня 2012 20:00 |

| Україна                                    | 3 : 4    | Італія                                            |
| ------------------------------------------ | -------- | ------------------------------------------------- |
| Зборовський 2' Корнійчук 27' І. Борсук 36' | Протокол | 12' Рамаччіотті 16' Феуді 30' Марінаї 35' Легісса |

| Гідропарк Арена, Київ |

| 27 травня 2012 14:00 |

| Італія               | 3 : 2 (ОТ) | Нідерланди         |
| -------------------- | ---------- | ------------------ |
| Коросініті Пальмаччі | Протокол   | Косвалл Ван Гессел |

| Гідропарк Арена, Київ |

| 27 травня 2012 15:00 |

| Україна                                                   | 4 : 2    | Португалія              |
| --------------------------------------------------------- | -------- | ----------------------- |
| Рябчук 15' (пен.) Пачев 22' Корнійчук 22' Зборовський 25' | Протокол | 2', 25' (пен.) Бельшіор |

| Гідропарк Арена, Київ |

## Персональні відзнаки
|            | Гравець          | Номінація           |
| ---------- | ---------------- | ------------------- |
| Україна    | Олег Зборовський | MVP турніру         |
| Італія     | Паоло Пальмаччі  | Найкращий бомбардир |
| Португалія | Пауло Грача      | Найкращий воротар   |